# Trompetbloem (Pandorea jasminoides)
De trompetbloem (Pandorea jasminoides) is een plant uit de trompetboomfamilie (Bignoniaceae). Het is een tot 5 m hoge klimplant met verhoutende stengels. De bladeren zijn samengesteld uit vijf tot negen deelblaadjes. De deelblaadjes zijn smal, ovaal tot lancetvormig, toegespitst en 2,5-6 cm lang.
De plant bloeit van het voorjaar tot de herfst. De bloemen zijn wit en in het centrum donkerroze. Ze zijn 3-5 cm lang en groeien met vier tot acht stuks in tuilen.
De trompetbloem komt van nature voor in het noordoosten van Australië.
Er zijn een aantal cultivars ontwikkeld. Pandorea jasminoides 'Alba' heeft witte bloemen met een geel centrum. Pandorea jasminoides 'Rosea superba' heeft grote roze bloemen met een donkerroze centrum. Pandorea jasminoides 'Variegata' heeft roomwit gevlekt blad.